# Блейн, Вивиан
Вивиан Блейн (англ. Vivian Blaine, урождённая Вивиан Стэплтон (Vivian Stapleton), 21 ноября 1921, Ньюарк, Нью-Джерси — 9 декабря 1995, Нью-Йорк, Нью-Йорк) — американская актриса и певица.

## Биография
Родилась в Нью-Арке, штат Нью-Джерси, в семье страхового агента. Актёрскую карьеру начала в 1934 году в местных театральных постановках. С 1937 года гастролировала по стране в качестве певицы с танцевальными коллективами, выступавшими в ночных клубах. В 1942 году Блейн заключила контракт с «20th Century Fox» и осела в Голливуде, где спустя пару лет вышла в первый раз замуж.
В 1940-х годах актриса появилась в ряде кинофильмов на второстепенных ролях, но наиболее яркой и запоминающейся у аудитории стала её роль в фильме «Парни и куколки», экранизации бродвейского мюзикла, где она также играла. Последующие годы Бллейн продолжала играть на театральной сцене, снималась в кино и на телевидении. Ее последнее появление на экране состоялось в эпизоде «Бродвейская болезнь» первого сезона сериала «Она написала убийство», где она сыграла стареющую звезду.

### Личная жизнь
Начиная с 1970-х годов актриса часто выступала в различных мероприятиях и проектах по борьбе с распространением СПИД, а в 1983 году Блейн стал первой знаменитостью, сделавшей публичные заявления в поддержку борьбы со СПИДом. Она сделала множество записей в поддержку тогда еще только зарождавшегося проекта в Лос-Анджелесе (APLA) и в 1983 году записала свое выступление в стиле кабаре для AEI Records, которая пожертвовала свои гонорары новой группе; туда вошли последние записи ее песен из альбома Guys and Dolls. Вивиан Блейн скончалась от сердечной недостаточности в 1995 году в возрасте 74 лет.

## Фильмография
- 1943 — Жучки — Сьюзан Коуан
- 1944 — Гринвич-Виллидж — Бонни Уотсон
- 1945 — Ярмарка — Эмили Эдвардс
- 1945 — Куколка — Мэри Элизабет Кэрролл
- 1946 — Если мне повезёт — Линда Фаррелл
- 1952 — Привет, красотки! — Юна Янси
- 1955 — Парни и куколки — Мисс Аделаид
- 1982 — Паразит — Мисс Элизабет Дейли